# Girolamo Della Torre
Girolamo Della Torre (Verona, 1444 – Padua, 11 februari 1506) was een medicus en hoogleraar aan de universiteit van Padua in de republiek Venetië. Zijn medische praktijk was in Padua. Hij publiceerde in zijn vakgebied, de ‘praktijkgeneeskunde’.

## Namen
Andere namen voor hem zijn Girolamo in Turre of Turriamis.

## Levensloop
Della Torre was een zoon van Giovan Battista della Torre. Over zijn moeder heerst onduidelijkheid of het diens eerste vrouw Lucia Giusti was, dan wel zijn tweede vrouw Lucia Campagna. Het geboortejaar van Girolamo Della Torre mag dan bekend zijn (1444); het sterfjaar van de eerste vrouw van zijn vader is dat niet. De familie Della Torre was een gegoede familie in Verona, een stad in de republiek Venetië.
Als tiener studeerde hij aan de universiteit van Padua. Aanvankelijk legde hij zich toe op filosofie, om vervolgens af te studeren als arts. Hij verkreeg de toelating van het Artsencollege van Padua om de geneeskunde uit te oefenen. Tezelfdertijd bleef hij aan de universiteit als hoogleraar praktijkgeneeskunde. Dit was mogelijk doordat doge Nicolò Marcello een salaris regelde (1465). Della Torre was 21 jaar.
In 1480 werd Della Torre benoemd aan de universiteit van Pisa. Hij kon Padua niet verlaten omdat zijn studenten hem beletten te verhuizen. Hij bleef. Zijn salaris werd in de jaren nadien verviervoudigd want zijn faam was dermate groot dat Padua Della Torre wou houden. Niettemin verliet Della Torre Padua twee jaren om te doceren aan de universiteit van Ferrara voor een hoger salaris (1486-1487). Zijn salaris werd nogmaals verhoogd in Padua zodat hij er terugkeerde in 1488 en ditmaal definitief. Dit was te danken aan doge Agostino Barbarigo, die zich liet leiden door lovende adviezen vanuit Padua. 

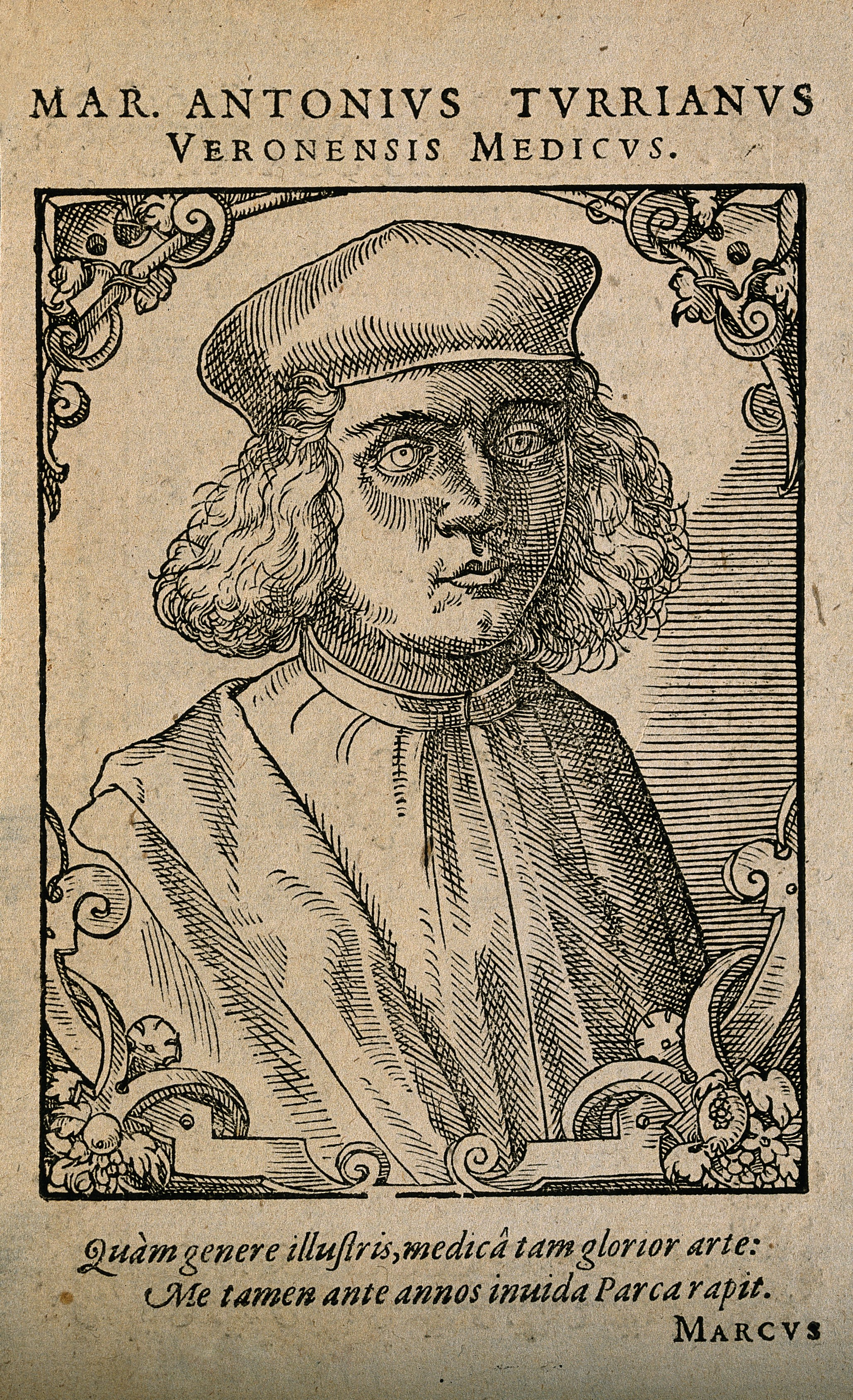
Zijn zoon Marcantonio Della Torre: genere illustris of beroemd qua afkomst

De praktijk van professor Della Torre werd ruim bekend in Noord-Italië. Aangezien hij vele jaren les gaf, was hij de mentor van talrijke artsen die afstudeerden. Della Torre had het aan de stok met een andere medicus-hoogleraar, Gabriele Zerbi: details zijn bekend over hoe ze ruzieden wie als eerste in een ceremonie mocht schrijden. Della Torre werkte nauw samen met de stadsmagistraten om geneeskunde te organiseren voor de armen in Padua. 
Bekende patiënten in zijn praktijk waren Catharina Cornaro, regentes van het Venetiaanse koninkrijk Cyprus en de familie Sfondrati in Milaan. Lorenzino de’ Medici liet hem komen naar zijn ziekbed in Firenze (1503), doch Della Torre kwam te laat en kon enkel de begrafenis bijwonen. 
In 1506 leed Della Torre aan koorts, waarop hij overleed. De universiteit en de stad Padua regelden een grootse begrafenis. Zijn lichaam werd overgebracht naar Verona, in de familiekapel van de San Fermo Maggiore. 
Zeker vier kinderen van hem behaalden de volwassen leeftijd. Het ging om:
- Marcantonio Della Torre, ook genoemd Marco Antonio Dalla Torre, hoogleraar geneeskunde en anatomie in Padua en Pavia
- Giovanbattista Della Torre, filosoof en astronoom
- Raimondo Della Torre
- Giulio Della Torre, jurist en uitgever van herdenkingsmedailles.

## Enkele werken
Medische boeken van Della Torre die bewaard zijn, zijn de volgende werken in het Latijn geschreven:
- Commentaria continua in Galenum, Consiliorum Libri III
- De variolis liber I
- De plantis et floribus libri II
- De venenis.